# Wereldtentoonstelling van 1894 (Lyon)
De Exposition universelle, internationale et coloniale was een wereldtentoonstelling die in 1894 in de Franse stad Lyon werd gehouden in het parc de la Tête d'Or aan de noordrand van de stad. De tentoonstelling werd onder meer bekend door de aanslag op de Franse president tijdens zijn bezoek op 24 juni 1894. President Sadi Carnot bezweek een dag later aan zijn verwondingen.
De tentoonstelling is opgezet in het verlengde van een project om in 1892 een nationale tentoonstelling te houden. Om een grotere interval te creëren met de wereldtentoonstelling van 1889 in Parijs werd de uitvoering twee jaar opgeschoven.
Het project kreeg achtereenvolgens verschillende werknamen, namelijk: "l’Exposition internationale et coloniale de Lyon, en 1894", "Exposition nationale de Lyon en 1894", "l’Exposition universelle de 1894", "Exposition internationale et coloniale". De tentoonstelling viel samen met die van Antwerpen.
De tentoonstelling werd gemarkeerd door een metalen koepel met een diameter van 242 meter en een hoogte van 55 meter. Daarnaast waren er diverse thema paviljoens op het terrein te vinden; Onderwijs (palais de l’enseignement), Parijs, het département Rhône en de stad Lyon, Geloof (palais des arts religieux), Economie (palais de l'économie sociale), Schone kunsten, Landbouw, Arbeid, Spoorwegen, Bouwkunde en Bosbouw. Daarnaast waren de Franse koloniën vertegenwoordigd met verschillende paviljoens; Algerije (palais de l’Algérie), Tunesië (palais de la Tunisie), Zuidoost-Azië (palais de l’Indochine) en Frans West-Afrika (palais de l’Afrique occidentale).
De tentoonstelling trok 3,8 miljoen bezoekers, het succes van de tentoonstelling leidde tot de naamswijziging van de aangrenzende woonwijk van Tête d'Or in Tonkin de Villeurbanne. Hiermee werd verwezen naar Noord-Vietnam (Tonkin), destijds onderdeel van Frans Indochina en kwam men tegemoet aan de hang naar het exotische van de koloniën onder de bewoners van de wijk.